# Энвальд, Михаил Васильевич
Михаил Васильевич Энвальд (1 [13] января 1868 год — 29 мая 1928) — генерал-майор Российской императорской армии, участник Первой мировой войны. Кавалер ордена Святого Георгия 4-й степени и Георгиевского оружия. После Октябрьской революции перешёл на сторону Красной армии. Был удостоен звания «Герой Труда». Брат Евгения Энвальда, деда Марины Влади.

## Биография

### Происхождение
По официальной версии род российских Энвальдов ведёт свою историю от шведского офицера, после Полтавской битвы перешедшего на службу в русскую армию.
Дед Михаила Васильевича — Франц Андреевич Энвальд, служил в почтовом ведомстве, с 1840 года — почтмейстер Оренбурга. По одним данным, Франц Энвальд потомственного дворянства не имел (в послужных списках его детей указано — «из обер-офицерских детей»), по другим данным — был сыном потомственного дворянина, получившего грамоту от императрицы Екатерины II. В его семье было семь сыновей, пятеро из которых стали военными, а двое — гражданскими чиновниками.
Старший сын Франца — Василий Францевич Энвальд (1835—1915), окончил Оренбургский Неплюевский кадетский корпус и после получения офицерского чина был прикомандирован к этому корпусу, где и прослужил следующие 35 лет смотрителем зданий. 16 марта 1893 года произведён в полковники с увольнением от службы с мундиром и пенсией. 21 декабря 1895 года был причислен к дворянству Оренбургской губернии с внесением в третью часть родословной книги губернии. Был женат на Анне Михайловне Александрийской, дочери смотрителя Казанской дистанции статского советника Михаила Семёновича Александрийского, и имел трёх сыновей и двух дочерей.
Михаил Васильевич Энвальд родился 1 января 1868 года в Оренбурге и был вторым сыном Василия Францевича. 14 января 1868 года крещён в православие. В 1884 году окончил Оренбургский Неплюевский кадетский корпус.

### Военная служба
1 сентября 1884 года Михаил Энвальд поступил на службу в Российскую императорскую армию юнкером во 2-е военное Константиновское училище. Окончил училище в 1886 году с производством в подпоручики, со старшинством с 7 августа 1885 года, в лейб-гвардии Гренадерский полк. Произведён в поручики гвардии со старшинством с 11 августа 1890 года. В 1894 году окончил Николаевскую военную академию по 2-му разряду. С 1895 по 1906 год преподавал в Петербургском пехотном юнкерском училище.
9 апреля 1900 года произведён в штабс-капитаны гвардии, а 1 апреля 1901 года — в капитаны гвардии. 17 апреля 1906 года назначен помощником делопроизводителя Комитета по образованию войск и переименован в подполковники, с сохранением старшинства с 1 апреля 1901 года, с зачислением по армейской пехоте. 13 мая 1908 года «за отличие по службе» произведён в полковники. 
16 ноября 1908 года переведён в лейб-гвардии Гренадерский полк и назначен в постоянный состав Офицерской стрелковой школы. 2 апреля 1909 года вновь назначен помощником делопроизводителя канцелярии Комитета по образованию войск, с зачислением по армейской пехоте. 17 октября 1910 года, в связи с упразднением Комитета по образованию войск, переведён в Главное управление Генерального штаба на должность помощника начальника отдела. 19 декабря 1911 года переведён в 85-й пехотный Выборгский полк и прикомандирован к постоянному составу Офицерской стрелковой школы на должность руководителя стрелковых занятий.
23 февраля 1913 года назначен командиром 200-го пехотного Кроншлотского полка, во главе которого вступил в Первую мировую войну. 7 ноября 1914 года в бою у деревни Санники лично повёл своих подчинённых на овладение деревней, за что приказом командующего 1-й армией от 30 ноября 1914 года № 281, Высочайше утверждённым 13 января 1915 года, награждён орденом Святого Георгия 4-й степени. 21 ноября 1914 года во время боя близ деревни Александрово получил контузию и ранение в ногу. После выздоровления вернулся в строй 15 января 1915 года. 7 мая 1915 года «за отличия в делах против неприятеля» произведён в генерал-майоры, со старшинством с 22 января 1915 года. 17 ноября 1915 года назначен командиром бригады 50-й пехотной дивизии. Весной 1916 года временно исправлял должность начальника штаба 5-го Сибирского армейского корпуса. В боях 3—8 июня 1916 года у деревни Мыльск, остановив наступление противника, лично возглавил контратаку, захватив 7 пулемётов и около 1000 человек неприятеля, за что Высочайшим приказом от 28 ноября 1916 года удостоен Георгиевского оружия. 30 апреля 1917 года назначен командующим 50-й пехотной дивизией.
После Октябрьской революции в мае 1918 года вместе с сыном добровольно вступил на службу в Красную армию. С июля 1918 года был командиром 3-й пехотной бригады, а с 3 сентября по 4 октября 1918 года временно исправлял должность начальника Костромской пехотной дивизии. В дальнейшем преподавал в Высшей стрелковой школе. В 1923 году переведён в штаб Красной армии. Занимал должность ответственного секретаря стрелкового комитета Красной армии. Сотрудничал с редакцией журнала «Военный вестник». «За выдающиеся заслуги перед Красной армией» награждён званием «Герой Труда». Скончался 29 мая 1928 года от склероза аорты в больнице Ховрино.

## Семья
Михаил Васильевич Энвальд имел двух братьев — Евгения и Сергея. Евгений Васильевич Энвальд (26 апреля [8 мая] 1862 — 19 декабря 1925) дослужился до чина генерал-майора императорской армии, награждён орденом Святого Георгия 4-й степени; после Октябрьской революции присоединился к Белому движению, в эмиграции проживал в Югославии. Его внучка Марина Владимировна Полякова-Байдарова стала актрисой, с 1952 года известна под псевдонимом Марина Влади, с 1970 по 1980 год — жена Владимира Высоцкого. Сергей Васильевич Энвальд (20 сентября [2 октября] 1871 — 24 июля [6 августа] 1916) служил в 123-м пехотном Козловском полку, капитан, участвовал в Русско-японской и Первой мировой войнах, застрелился.
Михаил Васильевич с 1897 года был женат на Нине Карловне де Ливрон (7 [19] декабря 1875 — ок. 1930), дочери адмирала Карла Карловича де Ливрона. У Михаила Васильевича и Нины Карловны были сын Евгений (род. 1899) и дочь Ксения (род. 25 марта [7 апреля] 1903). Евгений Михайлович Энвальд в 1917 году окончил артиллерийское училище, вступил на службу в РККА вместе с отцом в мае 1918 года. Участвовал в гражданской войне с 1919 по 1921 год на Псковском и Петрозаводском участках и Южном фронте. В дальнейшем занимался преподавательской деятельностью. С 1938 года преподавал воздушно-стрелковое дело на Липецких авиационных курсах усовершенствования командного состава ВВС Красной армии, автор учебника по воздушной стрельбе. В 1944 году награждён орденом Красной Звезды, полковник.

## Награды
Михаил Васильевич Энвальд был удостоен следующих наград:
Российская империя
- Георгиевское оружие (28 ноября 1916)
 — «за то, что в боях 3-го и 8-го июня 1916 года, у д. Мыльск, будучи начальником боевого участка, когда противник после сильной артиллерийской подготовки повел наступление на левый фланг его участка и потеснил некоторые наши части, он выехал навстречу этим частям, остановил их, привел в порядок и лично, находясь в цепи, повел в контр-атаку под сильнейшим огнем; неприятель не выдержал и обратился в бегство, причем были захвачены трофеи: 7 пулеметов и до 1000 пленных»[16];
- Орден Святой Анны 1-й степени с мечами (20 ноября 1916);
- Орден Святого Станислава 1-й степени с мечами (6 мая 1916);
- Орден Святого Георгия 4-й степени (13 января 1915)
 — «за то, что в бою 7-го ноября 1914 года у д. Санники, занятой значительным отрядом противника, стремительной атакой в штыки выбил его из восточной окраины ее и завладел таковою. Встретив далее упорное сопротивление противника в горящей западной части названной деревни и видя неуспех действий, направленных для ее атаки рот и понесенные ими большие потери, взял полуроту из резерва и, презрев личную опасность, во главе полуроты, подавая пример мужества и отваги, повел ее под сильным огнем в охват занятых противником домов и, ворвавшись в деревню, не только способствовал успеху полка, овладевшего деревней, но и облегчил достижение поставленной дивизии задачи — занять д. Крубин»[13];
- Орден Святого Владимира 3-й степени (1913); мечи к ордену (7 мая 1915);
- Орден Святой Анны 2-й степени (1911); мечи к ордену (2 ноября 1916);
- Орден Святого Станислава 2-й степени (6 декабря 1905);
- Орден Святого Станислава 3-й степени (1897).

Советский Союз
- почётное звание «Герой Труда» (22 февраля 1928).

## Комментарии
1. ↑  Обер-офицерские дети — сословный статус в Российской империи, обозначавший детей государственных служащих, родившихся до получения их отцом статуса потомственного дворянина. Обер-офицерские дети не имел прав дворянства по рождению и могли приобрести их на государственной службе.
2. ↑  В третью часть дворянской родословной книги вносились лица, получившие право на потомственное дворянство выслугой на государственной службе определённого классного чина, или награждённые орденом, дающим право на потомственное дворянство.